# Platylabus charlottae
Platylabus charlottae är en stekelart som beskrevs av Heinrich 1974. Platylabus charlottae ingår i släktet Platylabus och familjen brokparasitsteklar. Inga underarter finns listade i Catalogue of Life.